# Záměna (film, 1983)
Záměna (v anglickém originále Trading Places) je americká filmová komedie z roku 1983 režírovaná Johnem Landisem. Hlavní role ztvárnili Dan Aykroyd a Eddie Murphy, v obsazení je pak doplnili Ralph Bellamy, Don Ameche, Denholm Elliott a Jamie Lee Curtis. Autorem soundtracku je Elmer Bernstein, jenž byl za svoji práci nominován na Oscara za nejlepší adaptovanou hudbu.
Snímek pojednává o zámožném a arogantním komoditním makléři (Aykroyd) a pouličním žebrákovi (Murphy), kteří si nedobrovolně zamění své sociální postavení, když se stanou terčem sázky manipulativních podnikatelů. Ti jsou zvědaví, jakým způsobem se oba subjekty jejich experimentu zachovají v nově vzniklé situaci.
Hlavní dějová linie filmu je téměr totožná se zápletkou románu Marka Twaina Princ a chuďas (1881). Snímek je proto často považován za jeho moderní zpracování. Dílo se také v mnoha směrech podobá Twainově povídce Milionová bankovka.
Záměna se již v době svého uvedení dočkala pozitivních ohlasů od filmových kritiků i diváků. S utrženými 120 miliony dolarů celosvětově se stala komerčním úspěchem a jedním z nejvýdělečnějších filmů roku 1983. Do té doby nepříliš slavní herci Dan Aykroyd a zejména pak Eddie Murphy se následně stali vyhledávanými a vysoce placenými hollywoodskými komiky.

## Děj
Příběh se odehrává v období Vánoc ve Filadelfii. Mocní, hrabiví a velmi vlivní bratři Randolph a Mortimer Dukeovi jsou majiteli společnosti obchodující s komoditami. Jelikož mají opačný názor na význam dědičnosti a prostředí na konečný život jedince, rozhodnou se sestrojit sociální experiment. Distingovaný a vzdělaný Louis Winthorpe III., který v jejich firmě pracuje jako jednatel, má být zaměněn s chudým žebrákem Billy Ray Valentinem. Valentina si vybrali, jelikož byl Winthorpem křivě obviněn z krádeže.
Z Winthorpa se tedy ze dne na den stane vyvrhel společnosti. Je veřejně označen za zloděje a drogového dealera, jeho přátelé i snoubenka se od něj odvrátí. Pochopitelně přijde i o své pracovní místo a luxusní dům v centru města. Nakonec se nad ním slituje prostituka Ophelie, která jej u sebe ubytuje. Louis nicméně utápí žal v alkoholu. Naproti tomu Valentine si začne užívat života vyšší třídy se vším všudy a navzdory všem předpokladům dosahuje i na Winthorpově původním pracovním místě vynikajících výsledků.
Během vánočního večírku společnosti bratří Dukeů se Winthorpe převlečený za Santu Clause pokusí podstrčit drogy do Billyho kanceláře, ovšem je přistižen při činu a vyhozen. Následně se opije a hodlá skoncovat se svým životem. Mezitím ovšem Valentine náhodou vyslechne rozhovor Mortimera s Randolphem na toaletách a dozví se vše o jejich ďábelském pokusu.
Dalšího rána Billy vyhledá Louise a za pomocí Ophelie a komorníka Colemana vymyslí vychytralý plán, jak zruinovat bratry Dukeovy na newyorské burze jednou provždy a přitom pohádkově zbohatnout.

## Obsazení
| Dan Aykroyd         | Louis Winthorpe III. |
| Eddie Murphy        | Billy Ray Valentine  |
| Ralph Bellamy       | Randolph Duke        |
| Don Ameche          | Mortimer Duke        |
| Denholm Elliott     | Coleman              |
| Jamie Lee Curtis    | Ophelia              |
| Paul Gleason        | Clarence Beeks       |
| Jim Belushi         | Harvey               |
| Robert Curtis Brown | Todd                 |
| Darlene Love        | Trish Murtaugh       |

Ve filmu se v cameo rolích objevili například i Bo Diddley, Kelly Curtis (starší sestra Jamie Lee) či loutkoherec a režisér Frank Oz.

## Výroba

### Vývoj a obsazení
Scenárista Timothy Harris přišel s nápadem na film poté, co často hrával tenis proti dvěma zámožným, ovšem také velmi soutěživým bratrům. Hlavní postavy měli původně ztělesnit Richard Pryor a Gene Wilder. Jelikož ani jeden z nich nabídku nepřijal, Landis obsadil Aykroyda (s nimž již dříve spolupracoval na kultovním filmu Bratři Bluesovi) a ambiciózního Murphyho do své teprve druhé filmové role. Landis obsadil Jamie Lee Curtis navzdory protestům ze strany studia Paramount, neboť byla tehdy známá především z béčkových hororů, na které se studio dívalo s opovržením.

### Natáčení
Natáčení probíhalo od prosince roku 1982 do března roku 1983 výhradně ve Filadelfii a New Yorku. Závěrečná scéna, kde si Winthorpe, Valentine, Ophelia a Coleman užívají právě nabytého bohatství na tropickém ostrově, se natáčela na Amerických Panenských ostrovech.
Elmer Bernsten, jenž je autorem soundtracku, použil jako hlavní hudební motiv úryvek z Mozartovy opery buffa Figarova svatba.

## Přijetí

### Ohlasy
Záměna se dočkala vřelého přijetí od diváků i kritiků, kteří si pochvalovali herecké výkony i styl podobný slavným screwballovým komediím ze 30. a 40. let. Na druhou stranu vytkli absenci morálního poslání a přílišný důraz na materialismus. Mnohými je považována za jednu z nejzdařilejších filmových komedii všech dob a vzhledem ke svému vánočnímu zasazení i oblíbenou sváteční klasikou. Některé zpětné reakce ovšem kritizovali použití rasistických vtipů.

### Ocenění
Bernstein byl za svou práci na soundtracku nominován na Oscara. Kromě toho se Záměna dočkala i dvou nominací na Zlatý Glóbus v kategoriích Nejlepší film – komedie/muzikál a Nejlepší herec – komedie/muzikál (Eddie Murphy). Denholm Elliott a Jamie Lee Curtis si za své herecké výkony ve vedlejších rolích pak odnesli cenu BAFTA. Na tu byl nominován i scénář. 

### Význam
Záměna je zodpovědná za zahájení či vzkříšení kariér mnoha herců, jež se v ní objevili. Nejvýraznější kariérní posun je znát v případě Eddieho Murphyho, jenž se díky tomuto snímku stal nejlépe placeným a nejpopulárnějším komediálním hercem své doby. Za svůj další projekt, akční komedii Policajt v Beverly Hills (1984), dostal hned třikrát vyšší honorář. Pro začínajícího Aykroyda znamenala role v Záměně taktéž značný kariérní posun. Po několika předchozích neúspěších již o rok později zazářil v kultovní sci-fi komedii Krotitelé duchů. Účinkování v této komedii prospělo i hereckým veteránům Donu Ameche a Ralphu Bellamymu, kteří si své role bratří Dukeů zopakovali v cameo roli v další Landisově komedií s Murphym Cesta do Ameriky (1988). Ameche roku 1985 získal svou první a jedinou cenu Akademie za výkon ve filmu Zámotek, Bellamy si krátce před smrtí zahrál v slavné romantické komedii Pretty Woman (1990).